# Yondó
Yondó là một khu tự quản thuộc tỉnh Antioquia, Colombia. Thủ phủ của khu tự quản Yondó đóng tại Casabe Khu tự quản Yondó có diện tích 1881 ki lô mét vuông. Đến thời điểm ngày 28 tháng 5 năm 2005, khu tự quản Yondó có dân số 8824 người.